# Sluis 19

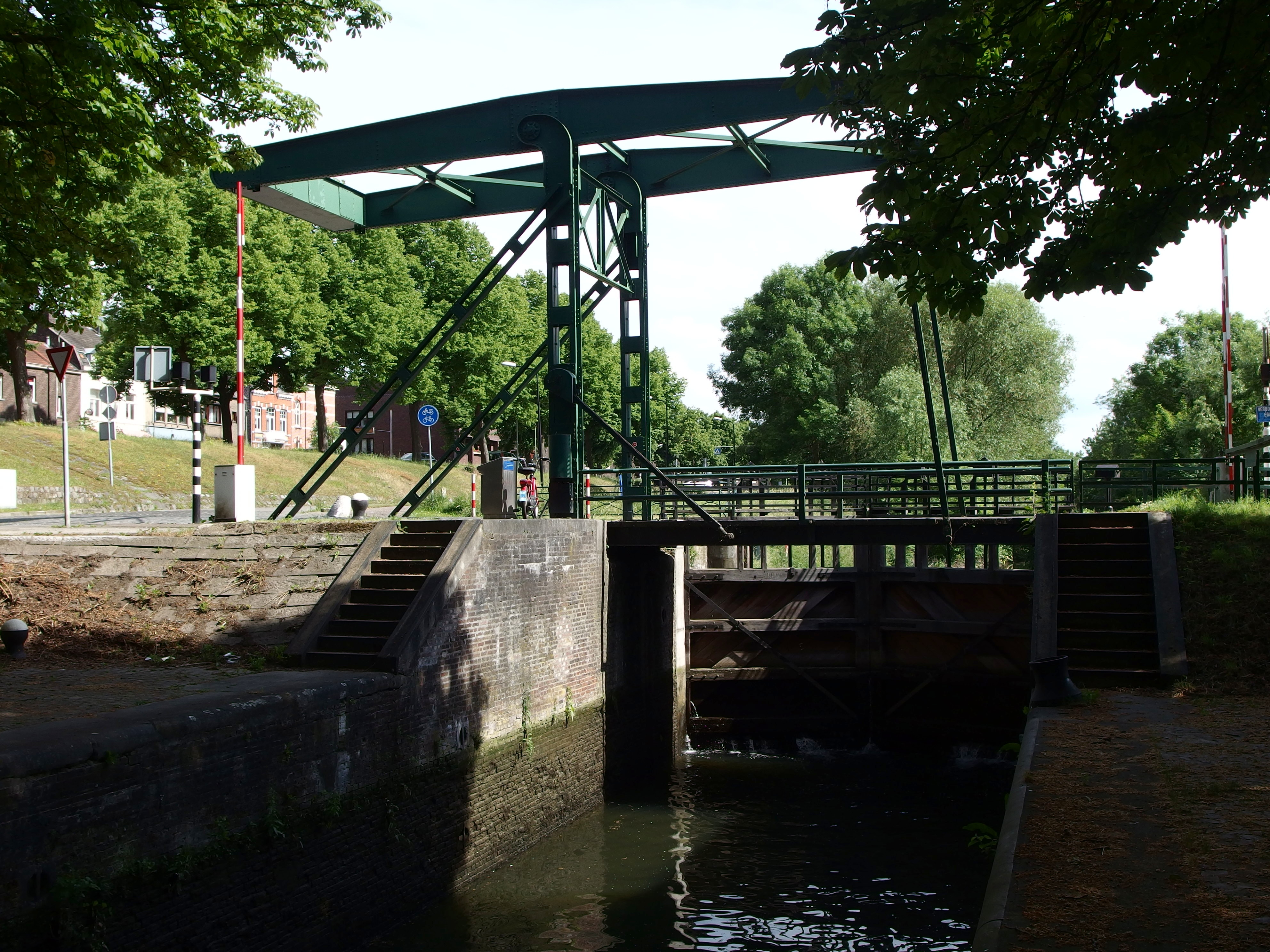
Sluis 19

Sluis 19 is een schutsluis in de Zuid-Willemsvaart, gelegen in het noorden van Maastricht. Het is de laatste sluis stroomopwaarts voor de Maas en stroomopwaarts gelegen van de monding van het Voedingskanaal dat de Zuid-Willemsvaart van Maaswater voorziet.
De sluis werd in 1826 aangelegd maar in 1929 werd hij vernieuwd en ook de ophaalbrug is van 1929. Een brugwachterswoning en een sluiswachterswoning zijn van omstreeks 1850. Uit 1867 stamt een duiker die de Zuid-Willemsvaart via het Voedingskanaal van water voorziet. Dit geheel is geklasseerd als Rijksmonument.
Door de aanleg van het Julianakanaal (1934) en het Albertkanaal (1939) verdween een groot deel van het belang van deze sluis voor de binnenvaart.